# Shion Tsuji
Shion Tsuji (辻 詩音, Tsuji Shion, née le 10 janvier 1990 à Tokyo, au Japon) est une chanteuse de J-pop / J-rock ayant débuté en 2008. Elle écrit elle-même ses textes et interprète notamment le titre Sky chord, 18e générique de fin de l'adaptation animée du manga Bleach.

## Biographie
Depuis son enfance, Shion Tsuji se passionne pour la musique grâce à la guitare et décide par la suite d'en faire son métier. Révélée au grand public par sa victoire au prix de la révélation Recochoku 2008, elle travaille sous le label Defstar Records de Sony BMG Japan. Elle est souvent comparée à la chanteuse Yui du fait de la ressemblance de leurs styles musicaux et de la similarité des méthodes de leur promotion par Sony.

## Discographie

### Singles
- Candy Kicks [2008.11.12]
  1. Candy Kicks
  2. 17 (Jūshichi)
  3. Take me Home
  4. Candy Kicks (Instrumental)
- Sky chord ~Otona ni Naru Kimi e~ / Sky chord ～大人になる君へ～ [2009.02.25]
  1. Sky chord ～大人になる君へ～
  2. Brand New Day
  3. Candy Kicks (Acoustic Version)
- M/elody [2009.08.05]
  1. M/elody
  2. Naminori (ナミノリ)
  3. M/elody (Instrumental)
- Hoshii Mono (ほしいもの) [2009.10.28]
  1. Hoshii Mono (ほしいもの)
  2. Coin Locker Boy (コインロッカーボーイ)
  3. M/elody (Acoustic ver.)
  4. Hoshiimono (ほしいもの) (Instrumental)
- Ai ga Hoshii yo [2011.03.09]
  1. Ai ga Hoshii yo
  2. Namae mo Shiranai Kimi ni
  3. Rain Song -Pianisshion-
  4. Ai ga Hoshii yo -SOUL EATER TV SIZE Ver.-
  5. Ai ga Hoshii yo (Instrumental)

### Albums
- Catch! [Regular Edition] [2010.05.19]
- Catch! [Limited Edition CD + DVD] [2010.05.19]